# Južnopanoanski jezici
Južnopanoanski jezici, jedna od sedam glavnih skupina panoanskih jezika raširenih na prostoru južnoameričke države Bolivija. Obuhvaća tri jezika chácobo [cao] 550 (2000 SIL); pacahuara ili pacaguara [pcp] 17 (Adelaar 2000); i izumrli shinabo ili sinabo [snh]. 
Donedavno se u ovu skupinu ubrajao i jezik karipuna [kuq], koji se danas klasificira u tupijske jezike, podskupina kawahíb

## Vanjske poveznice
- Ethnologue (14th)